# Сон на Волге
Сон на Волге ― опера в четырех действиях, написанная русским композитором Антоном Аренским по его собственному либретто к драме Александра Островского «Воевода». Премьера оперы состоялась 2 января 1891 года в Большом театре в Москве под управлением Аренского. 

## История написания
Сон на Волге ― первая опера Аренского. Он начал работать над ней, ещё будучи студентом в классе Николая Римского-Корсакова в Санкт-Петербургской консерватории, и закончил работу в 1890 году. Чайковский, чья музыка также оказала значительное влияние на Аренского, двадцатью годами ранее адаптировал пьесу Островского как оперу «Воевода». Однако Чайковский был настолько недоволен своей версией, что позже уничтожил свои рукописи. Произведение Аренского было намного более близким по содержанию к оригиналу, чем версия Чайковского, которая сократила пять актов Островского до трёх. Чайковский писал своему брату Модесту, что он не был особенно впечатлён, когда Аренский сыграл ему фрагменты своей оперы в Санкт-Петербурге, но, прослушав всю партитуру летом 1890 года и затем увидев премьеру оперы, он изменил своё мнение и сказал, что это была одна из лучших русских опер. Он считал музыку к ней «очень элегантной», хотя и отмечал в ней один недостаток: «определённо монотонный метод», который напоминал ему музыку Римского-Корсакова. 
Игорь Стравинский, более поздний ученик Римского-Корсакова, вспоминал, что присутствовал со своим наставником на исполнении «Сна на Волге». Стравинский утверждал, что музыка ему показалась скучной, а во время игры соло на бас-кларнете, призванном придавать зловещую атмосферу, Римский-Корсаков громко прокомментировал, что «благородный бас-кларнет не должен играть такие позорные мелодии». Вместе с этим музыковед Ричард Тарускин поставил под сомнение правдивость анекдота Стравинского, отметив, что единственное исполнение оперы в Санкт-Петербурге было в 1903 году и маловероятно, что они с Римским-Корсаковым тогда находились в достаточно тесных отношениях, чтобы посещать выступления вместе. Тарускин также указывал, что Василий Ястребцев писал в «Воспоминаниях о Римском-Корсакове», что однажды в 1903 году он видел Римского-Корсакова, «перелистывающего страницы оперы и искренне восхищающегося многими из них». «Сейчас», ― сказал он, «никто больше так не пишет». 

## Сюжет
Сюжет вращается вокруг воеводы, который влюбляется одновременно в двух молодых женщин и, не будучи удостоен взаимности, сажает их обоих в тюрьму. Первая женщина замужем, вторая ― помолвлена. Двое их возлюбленных пытаются освободить их, но безуспешно; спасение приходит тогда, когда назначается новый воевода.